# 藤原豊子
藤原 豊子（ふじわら の ほうし（とよこ）、生没年不詳）は平安時代中期の女官。大納言藤原道綱の娘・宰相の君、美作三位。大江清通の妻。子に大江定経がいる。後一条天皇・敦成親王、後朱雀天皇・敦良親王の乳母。従三位典侍。

## 略歴
一条天皇中宮の藤原彰子に仕えた上臈女房。女房名は、宰相中将、弁の宰相の君、讃岐の宰相の君、美作三位などと称された。彰子所生の後一条天皇の乳母を務める。後朱雀天皇誕生に際しては乳母の筆頭を務め、寛仁3年（1018年）8月28日の元服に際して正四位に叙されている（「東宮御元服部類記」巻15）。彰子とは父親同士が異母兄弟(道長・道綱)の従姉妹にあたる。なお、道綱の妻の1人は彰子の母・源倫子の妹である（ただし、豊子の母親は不詳）。
歴史学者の角田文衛は、天元3年（980年）頃に藤原兼季の娘を母として生まれたのではないかと推測した上で、現在知られている豊子の身内に弁官の経験者がいないこと、清通は豊子の最初の夫とするのは余りに不自然であることから、最初の夫の没後に清通と再婚したとする説を唱え、最初の夫として倫子の異母兄で参議左大弁を務めた源扶義を有力な候補者として挙げている。
紫式部の親しい同僚の一人で『紫式部日記』にもたびたび登場、局でうたた寝していた様子を紫式部に「物語に描かれる姫君のよう」だと形容されて、その美しさを賞賛されている。彰子の最側近女房であり、大納言の君・源廉子、小少将の君とともに後宮を支えた。亡き紫式部を娘・大弐三位が偲ぶ西本願寺本『兼盛集』の逸名十二首の詠歌群の編者であるとする説もある。同じく彰子に仕えた赤染衛門とも親交があったことが下記詠歌から知られる。
後一条天皇の没後に息子の縫殿助某と共に出家したと伝えられている。

## 和歌
和歌は『後拾遺和歌集』哀傷に一首のみ入集。
赤染、匡衡に遅れ侍りて後、五月五日に詠みてつかはしける 美作三位
582 墨染の袂はいとどこひぢにてあやめの草のねやしげるらむ